# Vườn quốc gia Mercantour
Vườn quốc gia Mercantour (Mễ Cần Thơ, tiếng Pháp: Parc national du Mercantour) là một vườn quốc gia của Pháp. Ngay từ khi được thành lập năm 1979, vườn quốc gia này đã chứng tỏ rất được ưa chuộng. Hàng năm có khoảng 800.000 du khách tới thăm vườn và hưởng thú đi bộ vì vườn có 600 km đường nhỏ dành cho khách bộ hành.

## Lịch sử
Để bảo vệ hệ động vật, lãnh thổ trung tâm của khối núi Mercantour đã được vua Victor-Emmanuel II xếp vào loại Khu bảo tồn thú săn hoàng gia từ năm 1859, sau đó là khu bảo tồn thú săn năm 1946 theo 1 nghị định của tỉnh trưởng, và Khu bảo tồn năm 1953 theo nghị định của bộ trưởng.
Vườn quốc gia được thành lập năm 1979. Từ năm 1987, Vườn quốc gia này kết nghĩa với Vườn vùng lân cận "Parco naturale Alpi Marittime" trên đất Ý (trong khối núi Argentera). Hiện nay đang có kế hoạch nghiên cứu biến 2 Vườn này thành Vườn châu Âu.

## Địa lý
Diện tích của khu vườn quốc gia Mercantour là 685 km², gồm 1 khu trung tâm không có người cư ngụ bao gồm 7 thung lũng của các sông Roya, Bévéra, Vésubie, Tinée, Var/Cians (trong tỉnh Alpes-Maritimes) và của các sông Verdon, Ubaye (trong tỉnh Alpes-de-Haute-Provence) - cùng một khu ngoại vi gồm 28 làng, trong đó nhiều làng nằm ở nơi cao, che giấu sự phong phú về kiến trúc (nhiều nhà thờ được trang trí bằng những tranh tường và tranh bàn thờ nguyên thủy do các họa sĩ người thành phố Nice vẽ). Hơn 150 cảnh thôn dã trong khu vườn. Quanh núi Bego, có các hình khắc trên mặt đá phiến và đá granit. Các hình này có từ thời đại đồ đá mới và thời đại đồ đồng.

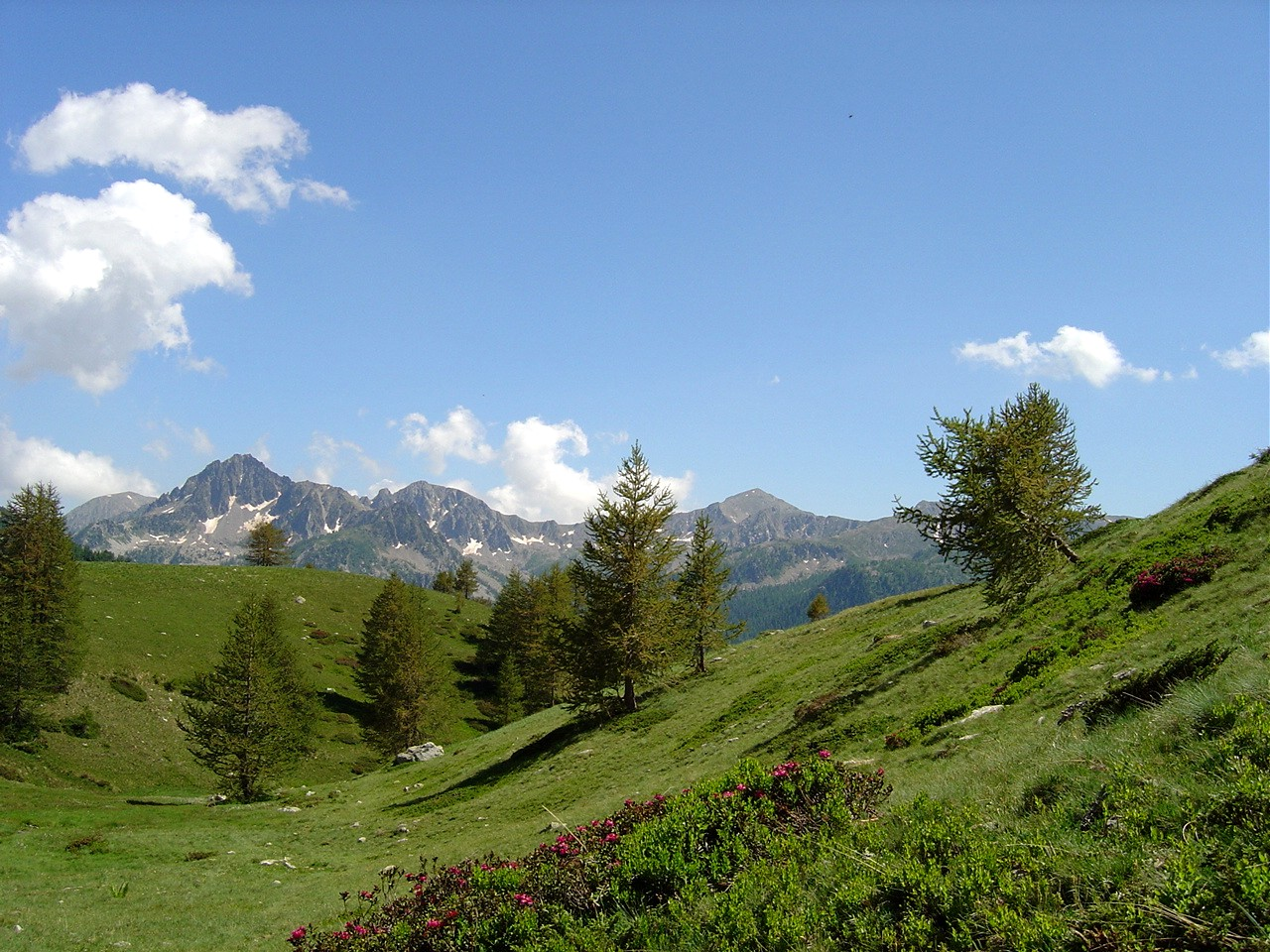
Thung lũng Mollières, Vườn quốc gia Mercantour, Pháp, ngày 4 tháng 7 năm 2004.

Khu trung tâm vườn có các ngọn núi bao quanh như Mont Gélas (ngọn cao nhất trong dãy núi Alpes maritimes 3.143 m), Vallée des Merveilles nổi tiếng. Ở chân núi Mont Bégo, người ta có thể chiêm ngưỡng khoảng 37.000 hình khắc trên đá từ thời đại đồ đồng, trong đó có các hình vũ khí, gia súc, hình người, đôi khi rất kỳ bí.

## Hệ thực vật
Vườn quốc gia Mercantour có nhiều loài thực vật khác nhau, trong đó có sồi đá, ôliu, đỗ quyên, linh sam, vân sam, thông, thông rụng lá, cùng khoảng trên 2.000 loài cây hoa, trong đó khoảng 200 loài khá quý hiếm như sao bạc, huệ tây, tai hùm, cảnh thiên bờ giậu, hoa gấm, long đởm vv...

## Hệ động vật
Về động vật, vườn này có các loài sơn dương, macmot, chồn ecmin, dê núi Alpes, cừu rừng, hươu, hoẵng, thỏ rừng, heo rừng, chó sói Ý, gà gô, đại bàng, diều mốc vv... cùng nhiều loài khác nữa.